# Бабаян, Агван Нагапетович
Агван Нагапетович Бабаян (5 ноября 1919 — 17 января 1992) — участник Великой Отечественной войны, Герой Советского Союза, старший сержант.

## Биография
Родился 5 ноября 1919 года в селе Таратумб Армянской Демократической Республики в семье крестьянина. По национальности армянин. Получил среднее образование, в 1939 году окончил Ереванский педагогический техникум, после чего работал учителем в родном районе в селе Хачик.
В 1940 году был призван на срочную службу в ряды Красной Армии, в составе которой с начала 1943 года находился на полях сражений Великой Отечественной войны.Начал воевать в звании старшего сержанта на должности командира стрелкового взвода 647-го стрелкового полка 216-й стрелковой Краснознамённой дивизии 51-й армии 4-го Украинского фронта. Участвовал в боях за освобождение Кубани, Донбасса, города Мелитополя, прорыва обороны немцев на Сиваше и штурма города Севастополя.
Особо отличился 8 мая 1944 года, когда в боях за город Севастополь штурмовая группа взвода Бабаяна первая ворвалась в город в район кладбища и уничтожила вражеский дот. Затем после того как командование батальона вышло из строя, младший лейтенант Бабаян по личной инициативе принял командование батальоном на себя. Несмотря на упорное сопротивление, оказываемое противником в городе, батальон Бабаяна, ведя штурмовой бой, выполнил задачу по овладению кварталами города Севастополь, уничтожив при этом свыше 1000 солдат и офицеров противника. За время участия Агвана Бабаяна в битвах Великой Отечественной войны он был четырежды ранен и каждый раз после этого возвращался на передовую.
Указом Президиума Верховного Совета СССР от 24 марта 1945 года за образцовое выполнение боевых заданий командования на фронте борьбы с немецко-фашистским захватчиками и проявленные при этом мужество и героизм гвардии младшему лейтенанту Бабаяну Агвану Нагапетовичу присвоено звание Героя Советского Союза с вручением ордена Ленина и медали «Золотая Звезда» (№ 6179).
С 1945 года старший лейтенант Бабаян — в запасе.
В 1955 году оканчивает Ереванский педагогический институт, а в 1959 году партийную школу при ЦК КП Армении. Жил и работал в Ереване.
Умер 17 января 1992 года.

## Награды
- Медаль «Золотая Звезда» (24.03.1944)
- орден Ленина
- орден Красной Звезды
- орден Красного Знамени
- Два ордена Отечественной войны I степени
- орден Отечественной войны II степени
- другие медали